# Tanjero
Der Tanjero ist ein Fluss in der Autonomen Region Kurdistan im Irak. Er entsteht nahe der Stadt Sulaimaniyya durch den Zusammenfluss der Flüsse Kiliasan and Kani-Ban und mündet nach 58 Kilometern in den Darbandichan-Stausee.
Durch die Einleitung von ungeklärtem Abwasser und Industrieabwasser sowie durch wilde Müllkippen im Uferbereich ist der Fluss stark durch Schwermetalle und andere Schadstoffe belastet. Unter der Wasserverschmutzung leidet auch die Landwirtschaft, weil das Wasser nicht mehr zur Bewässerung der Felder geeignet ist.
Im Darbandichan-Stausee führt die Verschmutzung durch den Tanjero im Sommer periodisch zu Fischsterben.